# Złotokosy
Złotokosy (Cossyphinae) – podrodzina ptaków z rodziny muchołówkowatych (Muscicapidae).

## Zasięg występowania
Podrodzina obejmuje gatunki występujące w Afryce i Eurazji.

## Systematyka
Do podrodziny należą następujące rodzaje:
- Erithacus Cuvier, 1800 – jedynym przedstawicielem jest Erithacus rubecula (Linnaeus, 1758) – rudzik
- Pogonocichla Cabanis, 1847 – jedynym przedstawicielem jest Pogonocichla stellata (Vieillot, 1818) – złotynka czarnogardła
- Swynnertonia Roberts, 1922 – jedynym przedstawicielem jest Swynnertonia swynnertoni (Shelley, 1906) – złotynka obrożna
- Stiphrornis Hartlaub, 1855
- Cossyphicula Grote, 1934
- Chamaetylas F. Heine Sr., 1860
- Cossypha Vigors, 1825
- Cichladusa W. Peters, 1863
- Xenocopsychus E. Hartert, 1907 – jedynym przedstawicielem jest Xenocopsychus ansorgei E. Hartert, 1907 – złotokosik srokaty
- Dessonornis A. Smith, 1836
- Sheppardia Haagner, 1909